# Station Bogatynia Wąskotorowa
Station Bogatynia Wąskotorowa is een spoorwegstation in de Poolse plaats Bogatynia.